# Мирное (Дагестан)
Мирное (Мирный) — село в Кизлярском районе Дагестана. Входит в состав сельского поселения «Сельсовет «Кизлярский»».

## Географическое положение
Населённый пункт расположен в 5 км к северу-востоку от города Кизляр, у трассы Кизляр-Крайновка.

## История
Образован как посёлок при 1-м отделении совхоза «Кизлярский».

## Население
| 1970 | 1989 | 2002 | 2010 | 2021 |
| ---- | ---- | ---- | ---- | ---- |
| 145  | ↘89  | ↗125 | ↗149 | ↘116 |

Национальный состав
По данным Всероссийской переписи населения 2010 года:
| № | Национальность | Численность, чел. | Доля   |
| - | -------------- | ----------------- | ------ |
| 1 | цахуры         | 94                | 63,1 % |
| 2 | аварцы         | 27                | 18,1 % |
| 3 | русские        | 13                | 8,7 %  |
| 4 | другие         | 15                | 10,1 % |

По данным Всероссийской переписи населения 2010 года, в селе проживало 149 человек (78 мужчин и 71 женщина).